# Nodulo dominante della tiroide
Il nodulo solitario o dominante della tiroide è un piccolo aggregato fibroso normalmente non nocivo che può evolversi in forma maligna.

## Terapia
Il trattamento indicato è chirurgico e rientra nella chirurgia della tiroide, in particolari casi:
- Se sono presenti caratteristiche sospette per tumore (rapida crescita, consistenza dura, alterazioni della voce, caratteristiche ecografiche sospette) anche in caso di citologico su ago-aspirato negativo o non-diagnostico
- Se si associa a ipertiroidismo (il cosiddetto nodulo caldo).

Il nodulo solitario si tratta generalmente con emitiroidectomia o tiroidectomia sulla base dell'esame istologico intraoperatorio, negativo o positivo rispettivamente. In caso di esame istologico intraoperatorio non diagnostico, ci si limita a un'emitiroidectomia e si attende il risultato dell'esame istologico definitivo e solo in caso di diagnosi certa di tumore si consiglia un secondo intervento per asportare la restante tiroide. In casi selezionati di esame intraoperatorio non diagnostico, tenendo in considerazione le condizioni generali del paziente o precise richieste del paziente stesso, si può effettuare una tiroidectomia.